# Jidda

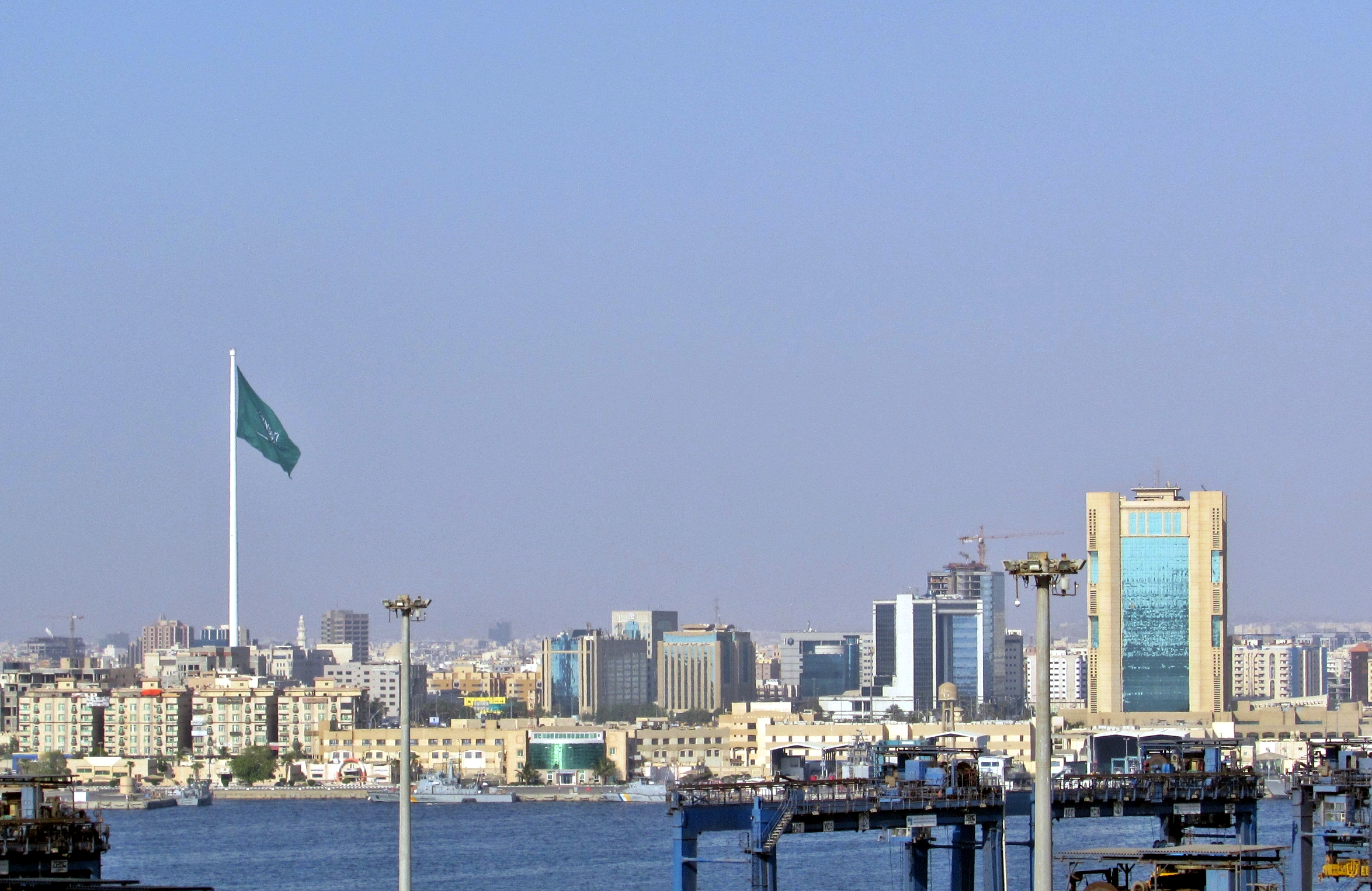
Jidda 2014

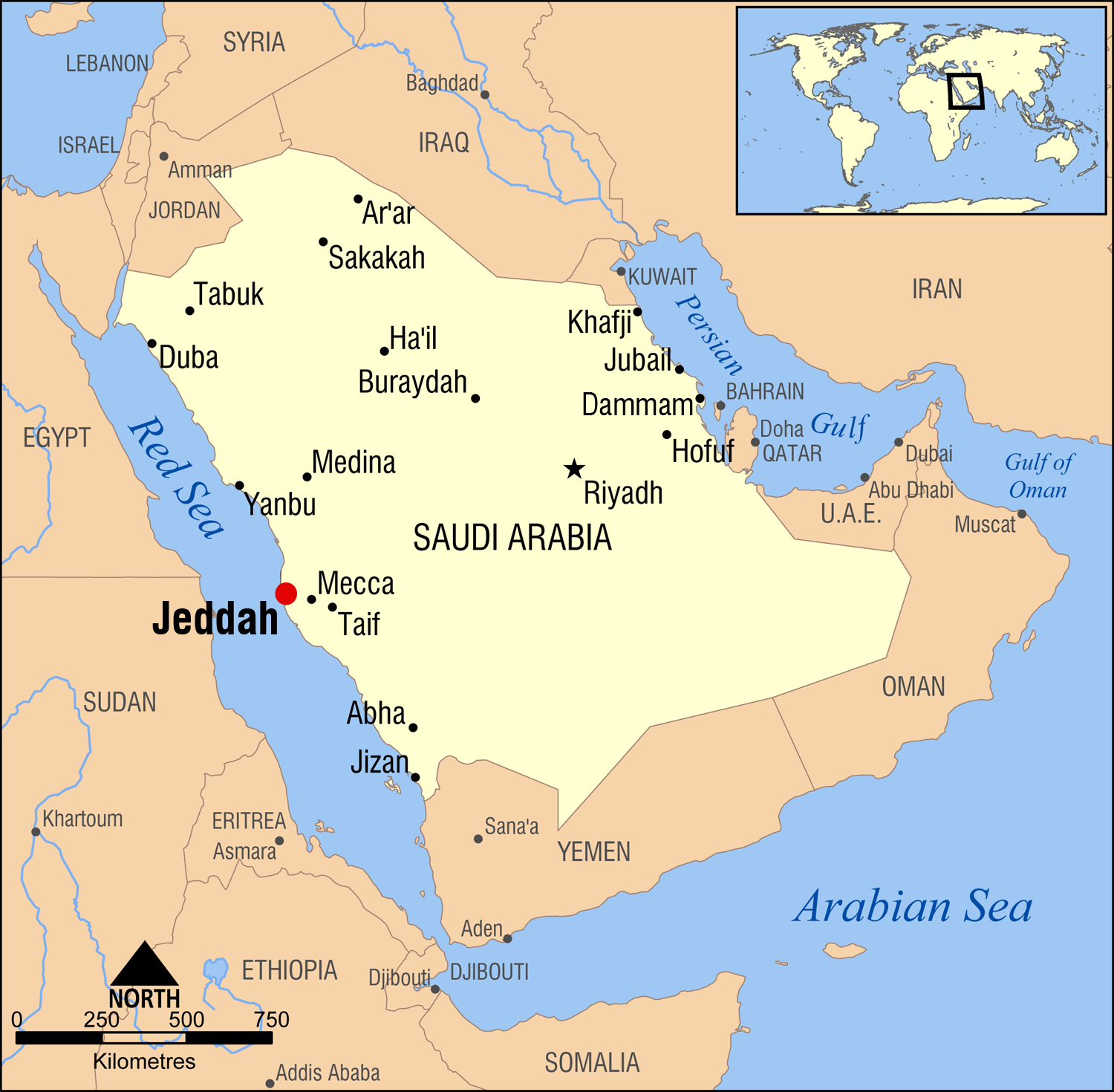
Jiddas läge i Saudiarabien

Jidda (arabiska: جِدَّة), även Jeddah, Jedda eller Judda (جُدَّة), är en stad i provinsen Mecka i västra Saudiarabien, i det historiska landskapet Hijaz. Staden är belägen vid Röda havets kust, omkring 75 kilometer väster om Mecka. Den är ett ekonomiskt och administrativt centrum och det största befolkningscentrumet i västra Saudiarabien. Stadens folkmängd uppgick till 3 430 697 invånare vid folkräkningen 2010, vilket gör den till den näst största staden i Saudiarabien, efter huvudstaden Riyadh.
Jidda är säte för det saudiska utrikesdepartementet och de diplomatiska beskickningarna i landet.

## Näringsliv och kommunikationer
Jidda är ett betydande finans- och industricenter, med stålvalsverk, oljeraffinaderier, textilindustri m.m. Hamnen är Saudiarabiens viktigaste, och mottar sedan gammalt merparten av pilgrimstrafiken till Mecka. Här finns en stor internationell flygplats, Jiddas internationella flygplats, och det finns vägförbindelse till Medina, Mecka, Taif och Riyadh.
I Jidda ligger King Abdulaziz University, som grundades 1967.

## Stadsbild
De gamla stadsmurarna som tidigare omgav staden revs 1947. Stadsbilden i dag framstår som en blandning av traditionell arabisk arkitektur med trånga gator, moskéer och höga stenhus, och modern västerländsk bebyggelse. En kilometerhög skyskrapa, Jeddah Tower, eller Burj Jidda, är under byggnation.